# Skyscraper (Lied)
Skyscraper ist ein Popsong von Demi Lovato. Er wurde 2011 als erste Singleauskopplung aus Lovatos drittem Studioalbum Unbroken veröffentlicht und ist nur als Download erhältlich. Er erreichte Platz zehn der US-amerikanischen Single-Charts. Im Oktober 2011 erhielt das Stück in den USA für 500.000 verkaufte Einheiten eine Goldene Schallplatte.

## Entstehung und Inspiration
Skyscraper wurde von Kerli, Lindy Robbins und Toby Gad geschrieben, wobei Gad auch als Produzent fungierte. Die aus Estland stammende Sängerin Kerli sagte über das Lied, dass die drei beim Schreiben von einem Bild inspiriert worden seien. Dieses hätte sich mit der Apokalypse auseinandergesetzt. Sie beschrieb, dass auf dem Bild eine in Trümmern liegende Welt dargestellt worden war, in der das einzige Gebäude, das nicht eingestürzt war, ein Wolkenkratzer war. Daher auch der Name des Liedes: die englische Bezeichnung für „Wolkenkratzer“ ist „Skyscraper“. Kerli erläuterte, dass es sich „besonders“ angefühlt hätte, dieses Lied zu schreiben, und dass die Inspiration „von einem wirklich mächtigen Ort“ kam. Zudem sagte sie, dass auch sie sich aufgrund ihrer eigenen Lebensgeschichte persönlich mit dem Lied verbunden fühle. Sie erklärte, dass sie aus einem kleinen Land in Osteuropa komme und immer für ihre Träume hätte kämpfen müssen. Kerli nahm eine Demo-Version des Liedes auf, bevor Gad dieses Lovato offerierte.

## Komposition
Das Lied ist eine Popballade, die Lovatos Stimme in den Vordergrund stellt. In der ersten Strophe singt Lovato Skies are crying, I am watching, catching teardrops in my hands/ Only silence as it’s ending, like we never had a chance und wird dabei nur von einem Piano begleitet. Im späteren Verlauf des Liedes wird das Klavier von einem Schlagzeug und Background-Gesang unterstützt. Im Refrain singt Lovato die Zeilen You can take everything I have/ You can break everything I am/ Like I’m made of glass, like I’m made of paper/ Go on and try and tear me down/ I will be rising from the ground like a skyscraper. Das Lied wurde im Viervierteltakt mit der Metronomzahl (Schläge pro Minute) 104 komponiert. Es ist in G-Dur verfasst, wobei der Stimmumfang die Noten G3 bis G5 umfasst.

## Aufnahme
Das Lied wurde im Sommer 2010 in Studio City in Los Angeles, aufgenommen. Im November 2010 begab sich Lovato in eine Klinik in der Nähe von Chicago, um emotionale und körperliche Probleme aufzuarbeiten. Nach der erneuten Ankunft in Los Angeles im Frühjahr 2011 wurde das Lied erneut aufgenommen; man entschied jedoch, die Version aus dem Jahr 2010 zu verwenden. Als Grund wurde genannt: „Meine Stimme hatte sich verändert, und es war einfach nicht mehr dasselbe.“ Lovato beschrieb die Aufnahmen als „Schrei nach Hilfe“ und sagte zudem: „Es war sehr emotional. Ich musste während des Singens weinen und habe mich noch nie so verwundbar gefühlt.“ Der Song symbolisiere die Reise von der Person, die Lovato vor der Einweisung in die Klinik war, zu jener danach.
Sängerin Kerli sagte in einem Interview mit der Zeitschrift Seventeen: „Die Emotionen des Liedes werden von Lovato wirklich gut rübergebracht. Ich habe immer gesagt, dass Songs Nachrichten und Interpreten Boten seien. Dieses Mal gab es wirklich keinen besseren Boten als Lovato.“ Sängerin Jordin Sparks ist bei dem Lied als Background-Sängerin zu hören. Laut eigener Aussage letztgenannter Person habe Sparks das Lied aufgenommen, bevor Lovato als Interpretin in Betracht gezogen worden war. Schließlich habe man Sparks Hintergrundgesang verwendet. Jordin Sparks stellte wenige Tage nach der Veröffentlichung der Single eine Coverversion ins Internet, was von Lovato positiv aufgenommen wurde.

## Veröffentlichung
Am 5. Juli 2011 veröffentlichte Demi Lovato das Cover der Single auf Twitter. Am 12. Juli wurde das Lied offiziell in der Radiosendung On Air with Ryan Seacrest von Ryan Seacrest vorgestellt. Seit dem gleichen Tag war es auch als Download auf iTunes erhältlich. Bei Radio Disney war der Song bereits früher erhältlich, da der Radiosender wie auch die Plattenfirma von Lovato, Hollywood Records, Teil des Konzerns The Walt Disney Company sind und die Songs solcher Interpreten früher gespielt werden. Die spanische Version des Liedes konnte seit dem 16. August unter dem Namen Rascacielo bei iTunes erworben werden.
Sowohl die spanische als auch die englische Singleauskopplung des Liedes sind nur als Download erhältlich. Nach der Premiere äußerten sich zahlreiche Prominente auf Internetportalen positiv über den Song. Unter anderem unterstützten Kelly Clarkson, Selena Gomez, Lucy Hale, Kim Kardashian, Katy Perry, Jordin Sparks, Ashley Tisdale und Pete Wentz die Veröffentlichung der Single. Das Lied ist das erste Lovatos, das im Contemporary Hit Radio gespielt wurde. In Deutschland wurde das Lied am 6. Januar 2012 veröffentlicht, in Großbritannien war es ab dem 26. Februar desselben Jahres erhältlich.

## Musikvideo
Das Video wurde von Mark Pellington gedreht und am 13. Juli erstmals bei E! News gezeigt. Es wurde in der Großen Salzwüste in Utah gedreht und nahm zwölf Stunden Arbeit in Anspruch. Lovato sagte über den Videodreh, dass er körperlich und mental sehr anstrengend war, was bei jeder Unterbrechung am Set zu einem beinahen Zusammenbrach und Weinen führte, da der Song so persönlich sei.

## Promotion und Live-Auftritte

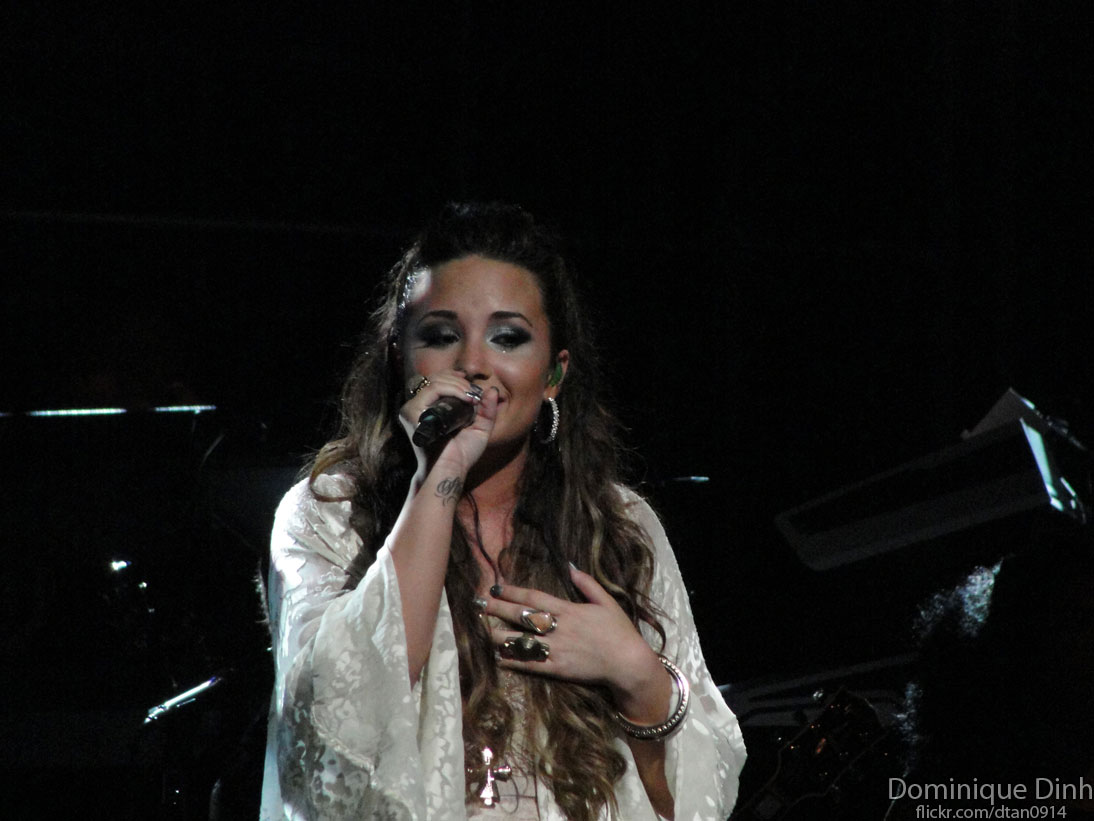
Demi Lovato singt Skyscraper während der An Evening with Demi Lovato Tour

Das Lied wurde als sogenannte „Comeback-Single“ vermarktet, die sich thematisch mit dem Klinikaufenthalt Lovatos auseinandersetzt. Als Promotion diente die offizielle Vorstellung des Songs in der Radioshow von Ryan Seacrest sowie einige Internetportale wie Twitter und Facebook, auf denen Lovato oft Neuigkeiten über den Song verbreitete.
Das erste Mal wurde der Song am 18. August 2011 bei den Do Something Awards, die vom US-amerikanischen Fernsehsender VH1 übertragen wurden, gespielt. Dieser Live-Auftritt war der erste seit der Abkehr Lovatos des Jonas Brothers Live in Concert World Tour 2010 im November des Jahres 2010. Am 24. August wurde das Lied dann bei America’s Got Talent und am 27. August bei der Perez Hilton One Night in LA-Party von Internet-Blogger Perez Hilton gesungen. Außerdem wurde das Lied bei den ALMA Awards vorgetragen, die zweite Strophe davon auf Spanisch. Bei Good Morning America trat Lovato am 19. September auf, nebst einem Gastauftritt bei einer Folge der The Ellen DeGeneres Show, die am 20. September ausgestrahlt wurde. Bei den Konzerten der An Evening with Demi Lovato-Tour spielte Lovato das Lied ebenfalls, auch bei der A Special Night with Demi Lovato war der Song Teil der Setlist.

## Rezeption

### Kritiken
Skyscraper bekam sehr gute Kritiken, besonders die rauchige Stimme Lovatos wurde sehr gelobt. Bill Lamb von About.com zum Beispiel vergab 4,5 von 5 Sternen und lobte sowohl Lovatos Stimme als auch den inspirierenden Songtext und die Instrumentierung. Auch sei das Lied durch die Zusammenarbeit mit Kerli und Toby Gad sehr einprägsam, und man merke den musikalischen Einfluss der beiden deutlich. Zudem zeige Demi Lovato mit dem Lied eindeutig Ambitionen, die über den Status als Disney-Kinderstar hinausgehen und stattdessen im ehrlichen Popbereich vorzufinden sind. Grady Smith von Entertainment Weekly war der Meinung, dass das Lied äußerst inspirierend sei und Lovatos kratzender, aufschreiender Gesang großartig ist.
Jason Lipshutz von Billboard lobte besonders Lovatos Stimmumfang. Die Website AbsolutePunk hob vor allem die Botschaft, die das Lied übermittle, hervor. Laut Allmusic erinnere das Lied durch die bewundernswerten Bestrebungen nach Ehrlichkeit an Lindsay Lohans Musikalbum A Little More Personal (Raw), das 2005 veröffentlicht wurde und teilweise autobiografische Texte aufweist.

### Preise
Skyscraper wurde für folgende Auszeichnungen nominiert:
Teen Choice Award
- 2011: Teen Choice Award in der Kategorie Choice Summer: Song

J-14 Teen Icon Awards
- 2011: J-14 Teen Icon Award in der Kategorie Iconic Song

Youth Rock Awards
- 2011: Youth Rock Award in der Kategorie Rockin’ Music Video of the Year für das Musikvideo zu Skyscraper

Capricho Awards
- 2011: Capricho Award in der Kategorie Music Video International für das Musikvideo zu Skyscraper

## Kommerzieller Erfolg

### Chartplatzierungen
Die Single erreichte nach der Veröffentlichung direkt Platz eins der US-amerikanischen iTunes-Charts und wurde in der ersten Woche circa 176.000 Mal heruntergeladen. In den offiziellen Billboard Hot 100-Charts erreichte das Lied Platz zehn und ist nach This Is Me das bisher zweiterfolgreichste der singenden Person (Stand: April 2012). Nach dem Erscheinen in Deutschland und Großbritannien erreichte die Single Platz 78 der deutschen Singlecharts und Rang 32 im Vereinigten Königreich.
| ChartsChartplatzierungen       | Höchstplatzierung | Wochen |
| ------------------------------ | ----------------- | ------ |
| Deutschland (GfK)              | 78 (1 Wo.)        | 1      |
| Schweiz (IFPI)                 | 67 (1 Wo.)        | 1      |
| Vereinigte Staaten (Billboard) | 10 (15 Wo.)       | 15     |
| Vereinigtes Königreich (OCC)   | 7 (14 Wo.)        | 14     |

### Auszeichnungen für Musikverkäufe
| Land/Region                  | Auszeichnungen für Musikverkäufe (Land/Region, Auszeichnung, Verkäufe) | Verkäufe  |
| ---------------------------- | ---------------------------------------------------------------------- | --------- |
| Australien (ARIA)            | 2× Platin                                                              | 140.000   |
| Brasilien (PMB)              | Platin                                                                 | 60.000    |
| Dänemark (IFPI)              | Gold                                                                   | 45.000    |
| Neuseeland (RMNZ)            | Platin                                                                 | 15.000    |
| Vereinigte Staaten (RIAA)    | 3× Platin                                                              | 3.000.000 |
| Vereinigtes Königreich (BPI) | Gold                                                                   | 464.000   |
| Insgesamt                    | 2× Gold · 7× Platin ·                                                  | 3.724.000 |

Hauptartikel: Demi Lovato/Auszeichnungen für Musikverkäufe

## Coverversionen
Im Dezember 2013 veröffentlichte Sam Bailey, Gewinnerin der zehnten Ausgabe von The X Factor, eine Coverversion von Skyscraper und erzielte damit einen Weihnachts-Nummer-eins-Hit in Großbritannien.